# Reino Unido en los Juegos Olímpicos de París 2024
El Reino Unido estuvo representado en los Juegos Olímpicos de París 2024 por un total de 327 deportistas que compitieron en 26 deportes. Responsable del equipo olímpico es la Asociación Olímpica Británica, así como las federaciones deportivas nacionales de cada deporte con participación.
Los portadores de la bandera en la ceremonia de apertura fueron el saltador Tom Daley y la remera Helen Glover.

## Medallistas
El equipo olímpico del Reino Unido obtuvo las siguientes medallas:
| Nombre | Deporte               | Competición                   |
| --- | --------------------- | ----------------------------- |
| Oro |                       |                               |
| Keely Hodgkinson | Atletismo             | 800 m F                       |
| Katy Marchant Sophie Capewell Emma Finucane                                                                                       | Ciclismo en pista     | Velocidad por equipos F       |
| Thomas Pidcock | Ciclismo de montaña   | Campo a través M              |
| Benjamin Maher (Dallas Vegas Batilly) Harry Charles (Romeo 88) Scott Brash (Jefferson)                                            | Deportes ecuestres    | Saltos por equipos            |
| Rosalind Canter (Lordships Graffalo) Tom McEwen (JL Dublin) Laura Collett (London 52)                                             | Deportes ecuestres    | Concurso completo por equipos |
| Toby Roberts | Escalada              | Combinada M                   |
| Bryony Page | Gimnasia en trampolín | Individual F                  |
| James Guy Tom Dean Matthew Richards Duncan Scott                                                                                  | Natación              | 4 × 200 m libre M             |
| Sholto Carnegie Rory Gibbs Morgan Bolding Jacob Dawson Charles Elwes Thomas Digby James Rudkin Thomas Ford Harry Brightmore (t)   | Remo                  | Ocho con timonel (M8+) M      |
| Lauren Henry Hannah Scott Lola Anderson Georgina Brayshaw                                                                         | Remo                  | Cuatro scull (W4X) F          |
| Emily Craig Imogen Grant | Remo                  | Doble scull ligero (LW2X) F   |
| Nathan Hales | Tiro                  | Foso M                        |
| Alex Yee | Triatlón              | Individual M                  |
| Eleanor Aldridge | Vela                  | Formula Kite F                |
| Plata |                       |                               |
| Matthew Hudson-Smith | Atletismo             | 400 m M                       |
| Josh Kerr | Atletismo             | 1500 m M                      |
| Nafissatou Thiam | Atletismo             | Heptatlón F                   |
| Katarina Johnson-Thompson | Atletismo             | Heptatlón 'F                  |
| Dina Asher-Smith Imani-Lara Lansiquot Amy Hunt Daryll Neita                                                                       | Atletismo             | 4 × 100 m F                   |
| Kieran Reilly | Ciclismo BMX          | Parque M                      |
| Ed Lowe Hamish Turnbull Jack Carlin                                                                                               | Ciclismo en pista     | Velocidad por equipos M       |
| Ethan Hayter Daniel Bigham Charlie Tanfield Ethan Vernon Oliver Wood                                                              | Ciclismo en pista     | Persecución por equipos M     |
| Elinor Barker Neah Evans | Ciclismo en pista     | Madison F                     |
| Anna Henderson | Ciclismo en ruta      | Contrarreloj F                |
| Tommy Fleetwood | Golf                  | Individual M                  |
| Benjamin Proud | Natación              | 50 m libre M                  |
| Matthew Richards | Natación              | 200 m libre M                 |
| Adam Peaty | Natación              | 100 m braza M                 |
| Duncan Scott | Natación              | 200 m estilos M               |
| Kate Shortman Isabelle Thorpe | Natación artística    | Dúo                           |
| Adam Burgess | Piragüismo en eslalon | C1 M                          |
| Joseph Clarke | Piragüismo en eslalon | K1 cross M                    |
| Oliver Wynne-Griffith Thomas George                                                                                               | Remo                  | Dos sin timonel (M2-) M       |
| Esme Booth Helen Glover Samantha Redgrave Rebecca Shorten                                                                         | Remo                  | Cuatro sin timonel (W4-) F    |
| Tom Daley Noah Williams | Saltos                | Plataforma 10 m sincro M      |
| Caden Cunningham | Taekwondo             | +80 kg M                      |
| Amber Rutter | Tiro                  | Skeet F                       |
| Bronce |                       |                               |
| Jeremiah Azu Louie Hinchliffe Nethaneel Mitchell-Blake Zharnel Hughes                                                             | Atletismo             | 4 × 100 m M                   |
| Alex Haydock-Wilson Matthew Hudson-Smith Lewis Davey Charles Dobson                                                               | Atletismo             | 4 × 400 m M                   |
| Georgia Bell | Atletismo             | 1500 m F                      |
| Victoria Ohuruogu Laviai Nielsen Nicole Yeargin Amber Anning                                                                      | Atletismo             | 4 × 400 m F                   |
| Samuel Reardon Laviai Nielsen Alex Haydock-Wilson Amber Anning                                                                    | Atletismo             | 4 × 400 m mixto               |
| Lewis Richardson | Boxeo                 | 71 kg M                       |
| Jack Carlin | Ciclismo en pista     | Velocidad individual M        |
| Emma Finucane | Ciclismo en pista     | Velocidad individual F        |
| Elinor Barker Josie Knight Anna Morris Jessica Roberts                                                                            | Ciclismo en pista     | Persecución por equipos F     |
| Emma Finucane | Ciclismo en pista     | Keirin F                      |
| Charlotte Fry (Glamourdale) | Deportes ecuestres    | Doma individual               |
| Becky Moody (Jagerbomb) Carl Hester (Fame) Charlotte Fry (Glamourdale)                                                            | Deportes ecuestres    | Doma por equipos              |
| Laura Collett (London 52) | Deportes ecuestres    | Concurso completo individual  |
| Jake Jarman | Gimnasia artística    | Suelo M                       |
| Harry Hepworth | Gimnasia artística    | Salto de potro M              |
| Emily Campbell | Halterofilia          | +81 kg F                      |
| Kimberley Woods | Piragüismo en eslalon | K1 F                          |
| Kimberley Woods | Piragüismo en eslalon | K1 cross F                    |
| Matthew Aldridge David Ambler Frederick Davidson Oliver Wilkes                                                                    | Remo                  | Cuatro sin timonel (M4-) M    |
| Mathilda Hodgkins-Byrne Rebecca Wilde                                                                                             | Remo                  | Doble scull (W4X) F           |
| Heidi Long Rowan McKellar Holly Dunford Emily Ford Lauren Irwin Eve Stewart Harriet Taylor Annie Campbell-Orde Henry Fieldman (t) | Remo                  | Ocho con timonel (W8+) F      |
| Noah Williams | Saltos                | Plataforma 10 m M             |
| Anthony Harding Jack Laugher | Saltos                | Trampolín 3 m sincro M        |
| Yasmin Harper Scarlett Mew Jensen                                                                                                 | Saltos                | Trampolín 3 m sincro F        |
| Andrea Spendolini-Sirieix Lois Toulson                                                                                            | Saltos                | Plataforma 10 m sincro F      |
| Sky Brown | Skateboarding         | Parque F                      |
| Elizabeth Potter | Triatlón              | Individual F                  |
| Alex Yee Georgia Taylor-Brown Samuel Dickinson Elizabeth Potter                                                                   | Triatlón              | Relevo mixto                  |
| Emma Wilson | Vela                  | iQFoil F                      |